# Estação Avenue Émile-Zola
Avenue Émile Zola é uma estação da Linha 10 do Metrô de Paris, localizada no 15.º arrondissement de Paris.

## Localização
A estação está localizada no extremidade oriental da avenue Émile-Zola, a oeste do cruzamento com a rue du Commerce e a rue Fondary. Orientada ao longo de um eixo leste-oeste, está situada entre as estações Charles Michels e La Motte-Picquet - Grenelle.

## História
A estação foi aberta em 13 de julho de 1913 com a entrada em serviço da primeira seção da linha 8 entre Opéra e Beaugrenelle (atual Charles Michels).
Ela devia sua denominação inicial de Commerce à sua implantação sob o cruzamento da avenue Émile-Zola com a rue du Commerce, assim chamada como a principal rua comercial da antiga comuna de Grenelle.
Durante a noite de 26 a 27 de julho de 1937, ela foi transferida para a linha 10 como parte do remanejamento das linhas 8, 10 e da antiga linha 14, no entanto o serviço foi fornecido apenas a partir de 29 de julho entre Porte d'Auteuil e Jussieu (limitado inicialmente em La Motte-Picquet - Grenelle a leste). Para distingui-la da nova estação de Commerce, aberta ao mesmo tempo na linha 8, a cerca de 300 m mais ao sul, ela mudou o nome para Avenue Émile Zola, que leva da avenida sob a qual está estabelecida, em homenagem ao escritor naturalista Émile Zola (1840-1902), que se tornou um dos romancistas franceses mais renomados do mundo.
Como parte do programa "Renovação do Metrô" da RATP, os corredores da estação e a iluminação das plataformas foram reformados em 13 de novembro de 2003.
Em 2011, 1 479 756 passageiros entraram nesta estação. Ela viu entrar 1 476 223 passageiros em 2013, o que a coloca na 280ª posição das estações de metrô por sua frequência em 302.

## Serviços aos passageiros

### Acessos

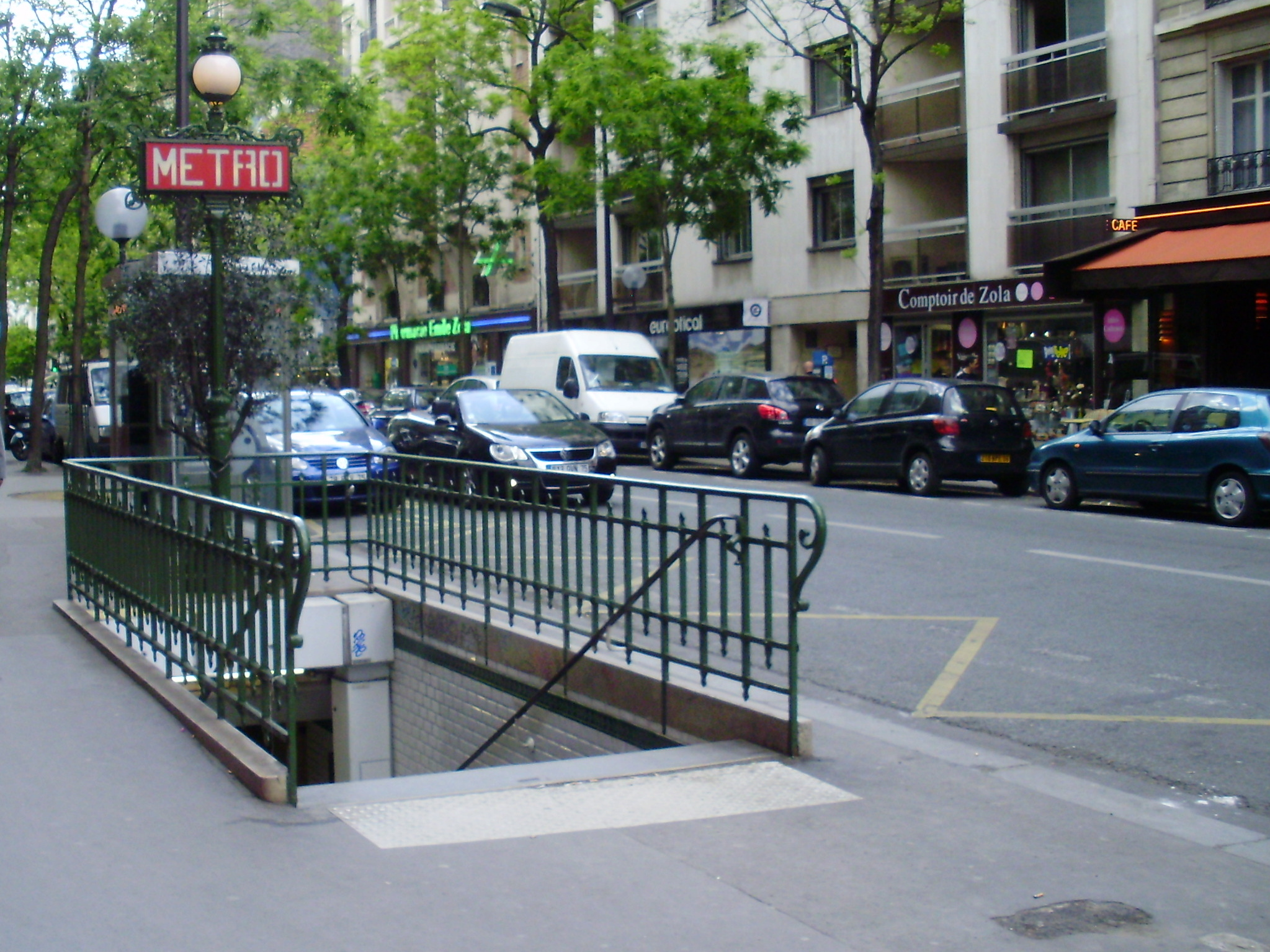
Uma das entradas da estação

A estação possui duas entradas compostas por escadas fixas adornadas com uma balaustrada de tipo Dervaux, abrindo em ambos os lados da avenida Émile-Zola:
- o acesso 1 "Rue Fondary", localizado no lado oposto do nº 143 avenida;
- o acesso 2 "Rue du Commerce", ornado com um candelabro Val d'Osne, se situando à direita do nº 154 da avenida.

### Plataformas
Avenue Émile-Zola é uma estação de configuração padrão: ela possui duas plataformas separadas pelas vias do metrô. Estabelecida ao nível do solo, o teto é constituído por um tabuleiro de metal, cujas vigas, de cor azul, são sustentadas por pés-direitos verticais. Caso único para uma estação deste tipo, a iluminação é fornecida por duas faixas-tubo. As telhas em cerâmica brancas biseladas recobrem as pés-direitos, os tímpanos e as saídas dos corredores. Os quadros publicitário são metálicos e o nome da estação é inscrito na fonte Parisine em placas esmaltadas. Os assentos são de estilo "Motte" de cor azul.

### Intermodalidade
A estação é servida à noite pelas linhas N12 e N61 da rede de ônibus Noctilien.

## Pontos turísticos
- A parte norte da rue du Commerce, rua comercial que, graças aos seus edifícios relativamente baixos, manteve a aparência de vila.